# Брас, Эрнест
Эрнест Кэри Брас (англ. Ernest Cary Brace; 15 августа 1931, Детройт, Уэйн, Мичиган — 5 декабря 2014, Кламат-Фолс, Кламат, Орегон) — американский военный деятель, известный самым длительным пребыванием в плену во время Вьетнамской войны.
Родившись в 1931 году, в 15-летнем возрасте Эрнест Брас вступил в Корпус морской пехоты США, приняв участие в Корейской войне и совершив более 100 боевых вылетов. В 1961 году, Брас в звании капитана попал под трибунал за попытку инсценирования своей смерти и уничтожение самолёта. Уволившись с военной службы, в 1965 году он в качестве гражданского пилота по поставкам ЦРУ был взят в плен в Лаосе. Он провёл почти восемь лет в северо-вьетнамском плену, претерпев различные испытания и пытки. После своего освобождения, Брас был удостоен президентского помилования и высших военных наград. В 1989 году он вышел в отставку и поселился в городе Кламат-Фолс, где и жил до окончания своей жизни в 2014 году в возрасте 83 лет.

## Биография

### Молодые годы и военная карьера
Эрнест Брас родился 15 августа 1931 года в Детройте (штат Мичиган) в семье Кори и Рут Брас. В 1947 году в возрасте 15 лет Эрнест поступил в Корпус морской пехоты в качестве техника авиационных радаров и радио-оборудования. Войдя в марте 1950 года в Авиационную кадетскую тренировочную программу ВМС США, он окончил её 15 августа 1951 года — за день до своего рождения, получив звание второго лейтенанта и знак авиатора. Во время пребывания на Корейской войне с апреля 1952 по март 1953 года, он совершил более 100 боевых вылетов. Получив в ноябре 1952 года назначение в 121-й морской штурмовой эскадрон, второй лейтенант Брас принял участие в пикирующей бомбардировке корейской ГЭС. Во время разведывательного фотографирования результатов бомбардировок, 7 ноября самолёт Браса «Douglas A-1 Skyraider» получил серьёзные повреждения от огня с земли на Корейском полуострове, и потерпел крушение вблизи Вонсана в Японском море, где он был спасён от приближения к северо-корейскому берегу экипажем эскадренного миноносца «USS Kidd». За своё мужество и инициативность, Брас был награждён Крестом лётных заслуг.
После войны, Брас стал пилотом ночных истребителей и вертолётов. 3 января 1961 года капитан Брас во время тренировочного полёта разбил свой «North American T-28 Trojan» стоимостью 1 420 тысяч долларов США в кукурузном поле близ устья реки Чоптанк недалеко от Кеймбриджа (штат Мэриленд). Брас скрылся с места происшествия, предварительно бросив свой парашют в реку, и сдался через десять дней, доехав автостопом до Балтимора, когда его лётный костюм был обнаружен спрятанным в близлежащей растительности. На военном трибунале Брас был обвинён в преднамеренном уничтожении своего самолёта и инсценировке своей смерти, вследствие чего его жена Патрисия могла бы получить деньги от страховки в размере 50 тысяч долларов США, для того, чтобы расплатиться с карточными долгами. Брас признал себя виновным в самовольной отлучке, сказав, что был обременён отцовскими и финансовыми проблемами, надеясь «убежать от всего этого». Федеральное большое жюри по делу «Соединённые Штаты против Браса» оправдало его, так как причины аварии не могли быть окончательно определены, но удовлетворило обвинение в дезертирстве и приговорило Браса к «карательному увольнению». Так военная карьера Браса подошла к концу.

### Плен и освобождение
После этого, Брас стал гражданским пилотом ряда фирм, в том числе лётчиком-испытателем в «North American Aviation», позже в авиакомпании BirdAir, при поддержке ЦРУ, работавшей на Агентство США по международному развитию в Юго-Восточной Азии по соглашению с Пограничной полицией Таиланда, а также с Объединёнными специальными силами Лаоса по перевозке гражданских инициативных групп для больниц и баз снабжения, боеприпасов, комплектов по оказанию первой помощи и ящиков с продуктами. В это время Брас жил вместе с женой и сыновьями в таиландском городе Чиангмай. 21 мая 1965 года Брас будучи пилотом самолёта, на борту которого находились с сержант Королевской армии Таиланда Чайчарн Харннави и три других пассажира — лаосский солдат и женщина с ребёнком, а также различные грузы, посадил его на грунтовую взлетно-посадочную полосу у деревни Боум-Лао в округе Муонг-Хоун (Северный Лаос). При приземлении они попали в засаду, самолёт «Pilatus PC-6» получил повреждения из стрелкового оружия и загорелся, что сделало невозможным его новый взлёт. Пассажиры были убиты, а Брас и Чайчарн были немедленно взяты в плен солдатами Вьетнамской народной армии или фронта «Патет Лао», и этапированы через густой лес и горы из Боум-Лао в Муонг-Хок у Дой-Сая, близ Дьенбьенфу. Три года они прожили со связанными руками и ногами — в отдельно стоящих хижинах из бамбука в джунглях, около двух метров в длину и один в ширину, а кормили их только рисом, для чего давался 15-минутный перерыв. Во время пребывания в плену, Брас претерпел избиения и допросы, столкнувшись с несколькими инсценировками казни. 6 июня 1965 года он убежал, но спустя несколько дней был пойман на краже продуктов питания из деревни. По возвращении в клетку, конечности Браса были скованы в колодки с болтами, из-за чего он почти полностью потерял чувствительность ног. 17 апреля 1966 года Брас предпринял повторную попытку побега и был пойман в течение нескольких минут. После этого Брас был закопан в землю до подбородка в течение семи дней, а 10 декабря 1967 года предпринял попытку повешения на железной трубе, к которой был привязан за шею. В октябре 1968 года он был переведён в лагерь для военнопленных на окраине Ханоя под названием «Плантация», а позже в «Ханой Хилтон», где познакомился со сбитым лётчиком ВМС лейтенант-коммандером Джоном Маккейном, содержащимся в соседней клетке. Они переговаривались с помощью последовательного выстукивания букв алфавита, а также стуков по водопроводу и прикладывания чашек к стенам, обеспечив выживание друг друга, но ни разу не увидев в лицо. Позже, рассказывая свою историю в 8-м сезоне программы «Злоключения за границей», Брас назвал Маккейна «своим страховым полисом» из-за его поддержки разговорами. В тюрьме, он сидел вместе с лейтенантом Джимом Бединджером, и они были отделены от других заключённых, потому что были захвачены в Лаосе. Перед освобождением из плена Дага Хегдала, Брас связался с ним, чтобы весь мир узнал о пленных, захваченных в Лаосе.
Брас был выпущен 28 марта 1973 года — в последний день официального обмена военнопленными, проведя 7 лет, 10 месяцев и 7 дней в неволе (в общей сложности 2868 дней, из которых 5 лет в одиночной камере), что оказалось самым большим сроком для гражданского военнопленного во Вьетнаме. Однако, в течение этих семи лет Брас не считался военнопленным, а жена Патрисия Эммонс с четырьмя детьми, думая что он мертв, вышла замуж во второй раз и от этого брака родила дочь, о чём Брас узнал на станции обработки после своего освобождения. Во время годового лечения в Военно-морском медицинском центре Сан-Диего, Брэс познакомился с работавшей там медсестрой Нэнси Раст, на которой женился, и после чего они переехали в её родной город Кламат-Фолс, (округ Кламат, штат Орегон), где с тех пор и жили.

### Реабилитация и воздаяние
Через два месяца после освобождения, 24 мая 1973 года Брас впервые лицом к лицу встретился с сенатором Джоном Маккейном в палатке на лужайке Белого дома, куда президент США Ричард Никсон пригласил военнопленных на ужин. В 1974 году, после официального признания Браса в качестве военнопленного, президент Джеральд Форд объявил о его помиловании и присвоении почётного разряда Корпуса морской пехоты. После этого, Брас был представлен к Военно-морскому кресту адмиралом Джеймсом Стокдэйлом, самым старшим офицером среди американских заключённых, содержащихся в плену во время Вьетнамской войны. Однако, так как Министерство обороны запретило удостаивать гражданских лиц боевыми наградами, в представлении Брасу было отказано четыре раза, и Крест был понижен до Медали военнопленного, медали «Пурпурное сердце» и Медали за выдающуюся государственную службу. Наконец, в 2011 году министр военно-морских сил США Рэй Мабус удовлетворил прошение сенатора от Аризоны Джона Маккейна, подготовленное бывшим военнопленным капитаном ВМС Родом Кнатсоном, и 16 августа 2013 года подполковник Кевин Уильямс наградил Браса этими медалями вместе с другими бывшими военнопленными на торжественной церемонии на авиабазе Национальной гвардии «Кингсли-Филд». После этого, Брас с широкой улыбкой отметил, что «лучше поздно, чем никогда».

### Последующая жизнь
В августе 1974 года Брас в качестве управляющего операциями присоединился к компании «Evergreen International Aviation», став организатором передачи воздушных судов «Air America» миссиям ООН в Африке, а с 1976 по 1978 год — являясь директором вертолётной операции Государственного департамента США в Мексике по контролю над наркотиками. В 1978 году Брас начал работать в компании «Sikorsky Aircraft» в качестве международного менеджера по маркетингу. С 1982 по 1984 год он работал в Сингапуре, а позже в качестве директора программы в КНР жил в Пекине с женой до возвращения в США в июне 1989 года, после бойни на площади Тяньаньмэнь. В конце 1989 года Брас совершил первую поездку в СССР на переговоры по правам на пролёт и топливным контрактам для американских авианосцев. В 1990 году он сопровождал президента Михаила Горбачёва во время его поездки в США. В марте 1991 года, сразу после окончания войны в Персидском заливе, Брас работал с американскими военными в Кувейте, и фактически создал систему медицинской эвакуации для пожарных. В 2000 году Брас принял участие в предвыборной кампании Маккейна, хотя его жена поддержала Джорджа Буша-младшего.
17 октября 2010 года имя Эрнеста Браса было внесено в Зал авиационной славы Орегона в Музее авиации и космоса «Evergreen» в Мак-Минвилле (округ Ямхилл, штат Орегон). В ноябре 2014 года Колледж сообщества Кламат удостоил Браса почётной степени члена ассоциации авиационных наук, выдвинув на рассмотрение вопрос о присвоении его имени центру новых ветеранов. В последние годы, Брас совершал ежедневные прогулки с собаками, сам косил свою лужайку и с лопатой убирал снег.

### Смерть и похороны
Эрнест Брас скончался 5 декабря 2014 года в возрасте 83 лет от лёгочной эмболии в Медицинском центре Скай-Лэйкс в городе Кламат-Фолс. В тот же день, Джон Маккейн в официальном обращении сказал, что «Эрни претерпел больше жестокости и тяжёлых пыток, чем любой другой пленный периода войны во Вьетнаме» и «был настоящим американским героем, храбрости и самопожертвования которого ради этой страны не было предела».
У Браса остались жена Нэнси, четверо сыновей: Майкл, Эрнест, Патрик и Кэри, восемь внуков и сестра Роуз Брэдфорд. Церемония прощания состоялась 8 декабря в Объединённой Евангелической свободной церкви на 3333-й Беверли-Драйв, где раньше почтили память его родителей и сестры Бетти Парр. Прах Браса был развеян в его любимом месте для рыбалки.

## Награды
| | |  |  |
| | |  |  |
| Бронзовая звезда за службу                                                                                        | Бронзовая звезда за службу · Бронзовая звезда за службу · Бронзовая звезда за службу · Бронзовая звезда за службу |  |  |
| | |  |  |
| Бронзовая звезда за службу · Бронзовая звезда за службу · Бронзовая звезда за службу · Бронзовая звезда за службу | |  |  |

Сверху вниз, слева направо: Знак авиатора
- Первый ряд: Крест лётных заслуг;
- Второй ряд: Медаль «Пурпурное сердце» (дважды); Воздушная медаль с четырьмя звёздами службы; Боевая ленточка; Награда за выдающуюся гражданскую службу[англ.];
- Третий ряд: Медаль министерства обороны «За выдающуюся гражданскую службу»[англ.]; Медаль военнопленного; Медаль за службу национальной обороне; Благодарность части Военно-морского флота;
- Четвёртый ряд: Медаль «За службу в Корее» с четырьмя звёздами службы; Медаль «За службу ООН в Корее»; Благодарность президента Корейской республики; Медаль «За службу на Корейской войне».

## Основания для награждений

### Крест лётных заслуг
Президент Соединённых Штатов Америки с гордостью оглашает представление к Кресту лётных заслуг Эрнеста К. Браса (MCSN: 0-55168), Резерв Корпуса Морской Пехоты Соединённых Штатов, за исключительные достижения при участии в воздушных боях с врагом в Корее. 16 ноября 1952 года, второй лейтенант Брас принял участие в воздушном нападении на важную и сильно защищённую противником гидроэлектростанцию в районе Чунгхима. Завершив свою бомбовую атаку путём нанесения интенсивного и точного оборонительного огня, он остался в целевой области, чтобы помочь покрыть цели тактической авиацией в составе тридцати двух истребителей-бомбардировщиков и двадцати двух штурмовиков. После завершения последней серии этих нападений, второй лейтенант Брас с полным пренебрежением к своей личной безопасности, инициировал проведение фото-разведки на низком уровне, в течение которой его самолёт получил критические повреждения в результате продолжающегося вражеского огня с земли. Показав превосходное летное мастерство, он вылетел на своём искалеченном штурмовик из области противника и совершил аварийную посадку в Японском море, где был спасён эсминцем. Агрессивность и профессиональное мастерство второго лейтенанта Браса в значительной степени способствовали успеху миссии, приведшему к полному уничтожению вражеской гидроэлектростанции, блока трансформаторов  к югу от станции и шести зданий. Его выдающаяся инициативность, мужественное поведение и беззаветная преданность долгу отразили большое доверие себе в соответствии с самыми высокими традициями Военно-Морских Сил Соединённых Штатов.
Оригинальный текст (англ.)The President of the United States of America takes pleasure in presenting the Distinguished Flying Cross to Second Lieutenant Ernest C. Brace (MCSN: 0-55168), United States Marine Corps Reserve, for extraordinary achievement while participating in aerial flight against the enemy in Korea. On 16 November 1952, Second Lieutenant Brace participated in an aerial assault on a vital and heavily defended enemy hydroelectric plant in the vicinity of Chungnim. Completing his dive bombing attack through intense and accurate enemy defensive fire, he remained over the target area to cover the Tactical Air Controller Airborne in directing thirty-two fighter bombers and twenty-two attack aircraft onto the objective. Upon completion of the last series of these attacks, Second Lieutenant Brace, with complete disregard for his personal safety, initiated a low level photographic reconnaissance during which his aircraft received critical damage from the continuing enemy ground fire. Displaying superb airmanship, he flew his crippled attack aircraft clear of the enemy area and crash landed in the Sea of Japan where he was rescued by a destroyer. Second Lieutenant Brace's aggressiveness and professional skill contributed greatly to the success of a mission that resulted in the complete destruction of an enemy hydroelectric plant, a transformer yard and sub-station and six buildings. His outstanding initiative, courageous conduct, and selfless devotion to duty throughout reflected great credit upon himself and were in keeping with the highest traditions of the United States Naval Service.